# Lliga Internacional per a la Nova Educació
La Lliga Internacional per a la Nova Educació (Ligue internationale pour l'Éducation Nouvelle en francès) es va crear el 1921 durant el primer congrés de nova educació a Calais. Durant els anys següents i fins a la Segona Guerra Mundial, els seus congressos van reunir nous activistes de l'educació, i permeteren intercanviar les pràctiques i el treball de recerca de cadascun. Entre els cofundadors hi ha Beatrice Ensor, John Dewey, Ovide Decroly, Jean Piaget, Maria Montessori, Beatrice Ensor, Adolphe Ferrière, George Bertier i Elisabeth Rotten.
La Lliga Internacional per a la Nova Educació va representar la institució internacional del moviment anomenat de l'Escola Nova.

## Congrés fundador
En el Congrés fundador celebrat a Calais, el 6 d'agost del 1921, es van donar a conèixer les concepcions i els processos pedagògics de la «nova educació», basats en una educació anomenada 'natural', i en l'expressió creativa espontània de l'infant.
Es va publicar aleshores la Carta fundacional i la primera de les revistes del moviment: Pour l'ère nouvelle, amb seu a Ginebra, destinada a les zones de parla francesa, fundada per Adolphe Ferrière. Unes altres dues revistes es crearien per a les zones de parla anglesa, Te new Era, amb seu a Londres i dirigida por Beatrice Ensor, i Das Werdende Zeitelter, a Berlín, creada por Elisabeth Rotten, per als territoris de parla alemanya.

## La Carta constituent: principis i fins
La primera Carta educativa va ser redactada per Adolphe Ferrière per al primer congrés de l'any 1921. Aquest primer congrés de la Lliga Internacional per a la Nova Educació establia un conjunt de principis generals, concretats en uns trentena de punts que definien les característiques que feien d'una escola una escola nova. Una escola havia de complir almenys una part d'aquests principis per a ser considerada Escola Nova:
Pel que fa a l'organització general:
1. L'Escola Nova és un laboratori de pedagogia pràctica i proposa servir d’orientació a les escoles oficials.
2. És un internat amb una atmosfera tan familiar com sigui possible.
3. Està instal·lada al camp.
4. Agrupa els alumnes en pavellons de deu a quinze membres.
5. Practica la coeducació.
6. Ha de tenir, almenys, una hora i mitja de treballs manuals al dia.
7. La fusteria ocupa el primer lloc entre aquests treballs. Són recomanables també la jardineria i la criança de bestiar.
8. Hi han de ser possibles els treballs lliures.
9. L'educació física es realitza mitjançant de la gimnàstica natural, els jocs i els esports.
10. Excursions al camp (càmping).
Pel que fa a la formació intel·lectual:
11. Desenvolupar el judici més que no pas la memòria.
12. Especialització espontània al costat de la cultura general.
13. L'ensenyament està basat sobre fets i experiències.
14. Per tant, l'Escola Nova es recolza en l'activitat personal del nen.
15. L'ensenyament està basat en l'interès espontani dels nens.
16. El treball individual consisteix en una investigació, sigui entre els fets, sigui en els llibres, diaris, etcètera, i després en una classificació segons un quadre lògic.
17. El treball col·lectiu consisteix en una ordenació o elaboració lògica en comú de documents particulars.
18. L'ensenyament pròpiament dit es limita al matí.
19. Tractar només una o dues matèries per dia; la varietat sorgirà de la manera de ensenyar-les.
20. Tractar poques matèries per mes i per trimestre.
Pel que fa a la formació moral:
21. L'educació moral es realitza per dins i per fora, és a dir, per mitjà de la pràctica gradual del sentit crític i de la llibertat.
22. El sistema representatiu democràtic s'aplica per a l'organització administrativa i disciplinària.
23. No es conceben les recompenses i sancions positives més que com a motius per desenvolupar la iniciativa.
24. Els càstigs i sancions negatives consisteixen a posar l'alumne en condicions d'assolir millor el fi considerat com a bo.
25. Autoemulació.
26. Ha de presentar una atmosfera estètica i acollidora.
27. Música col·lectiva, cants a l'uníson i orquestra.
28. L'educació de la consciència consisteix principalment en els infants en recitats moralitzadors.
29. La major part de les escoles noves observen una actitud religiosa sense sectarismes i practiquen la neutralitat confessional.
Encara s'hi va afegir després:
30. L'Escola Nova prepara el futur ciutadà no només amb vista a la nació, sinó també a la Humanitat.
Els fins de la Lliga Internacional de l'Escola Nova es concreten en aquests quatre punts:
1. Introduir a l'escola el seu ideal i els mètodes inspirats en els principis.
2. Procurar una cooperació més estreta, d'una banda, entre els educadors dels diferents graus de l'ensenyament, i de l'altra, entre els pares i els mestres.
3. Crear, mitjançant congressos bianuals i mitjançant les revistes afiliades a la Lliga, relacions de solidaritat entre els educadors de tots els països del món, adherits als seus principis i que persegueixen fins semblants als seus.
4. La Lliga està constituïda: primer, per membres individuals; segon, per grups autònoms adherits a ella; tercer, per seccions nacionals. Un representant elegit per cada secció nacional i els directors de les revistes acceptades per la Lliga constitueixen, amb els membres del Comitè Executiu, els membres del Comitè Internacional.

## Congressos successius
En el Congrés de Montreux (1923) s'assoliren els dos-cents cinquanta participants, que refermaren la idea inicial d'una escola on l'activitat espontània de l'infant havia de considerar-se la base de tot treball. Hi intervingueren psicòlegs i pedagogs com Charles Baudouin i Carl Jung, i també Adolphe Ferrière, Édouard Claparède, Émile Coué, Roger Cousinet, que informà sobre el seu treball amb el mètode lliure de treball en grup, i per primer cop Célestin Freinet, molt interessat però també molt dubtós pel que feia a les possibilitats d'aplicació del mètode en un entorn proletari.
A Heidelberg (1925) es comptà de nou amb la presència de Beatrice Ensor, Jung, Ovide Decroly, Martin Buber... que intenten establir com detectar la naturalesa veritable del nen per poder alliberar-ne els interessos reals, per mitjà d'un apropament al medi natural i a les condicions de la vida senzilla però real.
A Locarno (1927), un congrés on s'afegeixen l'americana Marietta Johnson, l'alemany Alfred Adler, Dimitre Katzaroff, Pierre Bovet, Paul Faucher, František Bakule... s'intenta establir què significa la llibertat de l'infant, quins són els límits i cap a on ha de tendir: fer de cada nen una personalitat moral lliure per aconseguir-ne el millor desenvolupament possible.
El Congrés de Helsingør (1929) es va centrar en la psicologia i en el coneixement de la individualitat de l'infant, i, com a Heidelberg, en la naturalesa del nen. Psicòlegs i pedagogs constaten el desig de fundar l'educació en una base científica i també discuteixen el mètode d'investigació de l'individu mitjançant tipologies, que no es consideren prou fiables. 
En el Congrés de Niça (1932), presidit per Paul Langevin, la Lliga Internacional per a la Nova Educació es va centrar en la relació entre l'individu i el seu entorn, sota la influència de la psicologia social, subratllant el fet que l'infant és sobretot un ésser social. D'aquest congrés sorgeix una nova Carta, Pour l'ère nouvelle, que introdueix -en un context de crisi prèvia a la Segona Guerra Mundial- una dimensió de reconstrucció social a través de l'educació.
Segons Élise Freinet, el congrés va estar dominat pel prestigi de Maria Montessori, que presentà l'ús del seu material educatiu. Freinet també presentà el seu treball sobre impremta a l'aula, iniciat l'any 1922. El congrés va ser immediatament seguit pel de la «Cooperativa per a l'educació profana», a Sant Pau de Vence, on estan instal·lats els Freinet des de 1928, al qual els participants del congrés de la Lliga són convidats.
Després de Cheltenham (1936), el Congrés de París (1946), anomenat 'reunió', reprengué les trobades després de la Segona Guerra Mundial, però la politització imperant dels diferents moviments va fer difícil els acords i la continuïtat.

## Participació des de l'àmbit de parla catalana
En el Congrés de Niça participà Rosa Sensat, que fou directora del Grup Escolar Milà i Fontanals, i també una bona part de pedagogues i mestres catalans. S'incorporaven així al moviment de l'Escola Nova Margarida Comas, Elisa i Pepita Uriz, Maria Salvador Senchermés, Alexandre Galí, Rodolfo Tomás Samper, Maria Solà de Sellarés. Concepció Sainz-Amor, que treballà al Patronat Escolar de Barcelona i fou directora del Grup Escolar Ramon de Penyafort, s'havia integrat al moviment des del Congrés de Montreaux.

## LaNova Educacióal segle XXI
Des de l'any 2003, els diferents moviments nacionals d'educació nova han creat un ressorgiment de la Lliga Internacional per a la Nova Educació sota el nom d'International Link of New Education i tornen a organitzar congressos internacionals:
- 2003, Trobades de Namur (Bèlgica).
- 2006, Trobades de Marly-le-Roi (França).
- 2009, Ciney Meetings (Bèlgica).
- 2012, Trobades de Mahdia (Tunísia).
- 2015, Virton Meetings (Bèlgica).
- 2018, Rencontres de Timișoara et d' Eșelnița (Romania).[11]
- 2022, Reunions de Brussel·les (Bèlgica).

L'any 2021, el grup de l'Enllaç Internacional de la Nova Educació, l'Institut Cooperatiu de l'Escola Moderna Pédagogie Freinet, el Grup Francès de la Nova Educació, la Federació Internacional de Moviments Escolars Moderns, la Federació Internacional de Centres de formació en mètodes d'educació activa, la Federació d'Escoles Públiques Innovadores, el CRAP-Cahiers Pédagogiques, els Centres de Formació en mètodes d'educació activa, s'uneixen i creen convergències per a la nova educació, que és una reelaboració de les lògiques fundacionals de la Lliga de 1921.

## Filmografia
- Révolution École 1918-1939, de Joanna Grudzinska, France, 2016, 85' Producció:Les Films du poisson/Arte.